# 杉並区立神明中学校
杉並区立神明中学校（すぎなみくりつ しんめいちゅうがっこう）は、東京都杉並区南荻窪に存在する公立中学校。

## 概要
1947年に設立。翌年、杉並区立神明中学校に改称して現在地に移る。
神社と駐在所とに隣接していて、自然環境に恵まれている。
また、校訓に「自主自律」を掲げており、生徒中心に行事などが行われている。

## 沿革
- 1947年（昭和22年） - 杉並区立下荻中学校として設置。桃井第二小学校内に開設される。生徒数268名。職員6名。
- 1948年（昭和23年） - 杉並区立神明中学校と校名改称。現在の校地に移る。
- 1950年（昭和25年） - 第1回卒業式。卒業生291名。
- 1952年（昭和27年） - 校歌および校旗制定。
- 1956年（昭和31年） - 現在の校地の面積が決定する。
- 1959年（昭和34年） - 体育館完成。
- 1962年（昭和37年） - 学級数30となる。
- 1965年（昭和40年） - プール完成。
- 1966年（昭和41年） - 普通教室の鉄筋校舎への改築が完了する。
- 1969年（昭和44年） - 給食施設完成。給食開始。
- 1978年（昭和53年） - 校庭側の鉄筋校舎完成
- 1990年（平成2年） - コンピュータ教室、教育相談室設置。
- 1997年（平成9年） - 区研究奨励校として「生徒の主体的な学習を促す指導法」 について研究発表。
- 1999年（平成11年） - 杉並区インターネット推進パイロット校に指定される。
- 2005年~2006年（平成17年~18年） - 区研究奨励校として｢自ら学び心豊かに関わり合う生徒の育成」 について研究発表
- 2009年（平成21年） - 校舎耐震工事
- 2010年（平成22年） - 校舎外壁・トイレ全面工事

## 学区域
- 南荻窪
- 西荻南
- 宮前
- 松庵

## 部活
- サッカー部
- 野球部
- バスケットボール部
- バドミントン部
- 卓球部
- テニス部 
  - 男子硬式テニス部 - 令和元年度杉並区団体戦優勝
- 吹奏楽部
- 美術部
- イラスト漫画部
- アウトドア部
- 演劇部
- 電子工作部
- ボランティア部
- 理科部
- 英語部

## 行事
- 4月 入学式
- 6月 体育大会
- 9月 神明祭
- 10月 文化発表会
- 3月 卒業式

## 学校付近のようす
- 神明天祖神社 隣接している神社。
- 西荻窪駅 JR中央線の最寄り駅。
- 荻窪駅 西荻窪駅と同じくらいの距離にあるJR中央線の駅。
- 神明通り 近くを通る道。
- 杉並区立桃井第二小学校 学区内で最も多くの生徒が神明中学校に進学する小学校。